# 이정 (축구 선수)
이정(2001년 3월 2일 ~ )는 대한민국의 축구 선수로, 포지션은 풀백이다. 현재 K리그2 부산 아이파크 소속이다.
틀:2023년 부산 아이파크 선수 명단